# Karl Erik Wallman
Karl Erik Algot Wallman, född 30 maj 1892 i Göteborg, död där 12 december 1970, var en svensk väg- och vattenbyggnadsingenjör. 
Wallman, som var son till ingenjör Carl Wallman och Charlotta Söderlind, avlade studentexamen 1911 och utexaminerades från Chalmers tekniska institut 1915. Han anställdes på kapten Nils August Svenssons konstruktionsbyrå 1916, var ingenjör på gatu- och vägförvaltningen i Göteborg 1922, tillförordnad byråingenjör vid Göteborgs hamn 1923, arbetschef på gatu- och vägförvaltningen i Göteborg 1930 och byråchef där 1946–1958. Han var även lärare i vägbyggnad vid Chalmers tekniska högskola 1934–1962 och tillförordnad professor där 1962–1963. Han var kassaförvaltare i Chalmersska Ingenjörsföreningen 1924–1932 och dess sekreterare 1933–1952. Han skrev Gator, vägar och planteringar (tillsammans med Walter Huggert 1923) och Torrläggning av Zuidersee (1934). Wallman är begravd på Östra kyrkogården i Göteborg.